# Jovan Branković
Jovan Branković est un prince serbe de la dynastie des Branković né vers 1465/1467 et mort le 10 décembre 1502. Il est despote titulaire de Serbie de 1496 à sa mort.

## Règne
Jovan Stefanović Branković  est le fils cadet de Stefan Branković. Il devient despote titulaire de Serbie et vassal du roi de Hongrie Vladislas II en 1496 après l'abdication de son frère Đurađ, qui se fait moine et se retire dans un couvent sous le nom de « Maxime ». 
Son règne est bref car il meurt dès le 10 décembre 1502. Il est enterré au monastère de Krušedol. Après sa mort, sa veuve est remariée, dès l'année suivante, à Ivaniš Berislavić, un seigneur croate à qui le roi de Hongrie transfère le titre de despote.

## Union et postérité
De son union avec Jelena Jakšić (morte après 1529), fille du général serbe Stefan Jakšić, il laisse deux filles : 
- Marija (morte en 1540), épouse avant 1509 Ferdinand Frangepán de la famille Frankopan ;
- Jelena ou Ekaterina (morte étranglée en 1552), épouse en 1530 Pierre IV Rareş, prince de Moldavie.

## Sources
- Dušan T. Bataković, Histoire du peuple serbe, L'Âge d'Homme, Paris, 2005  (ISBN 2-8251-1958-X) p. 98.